# 電子元件

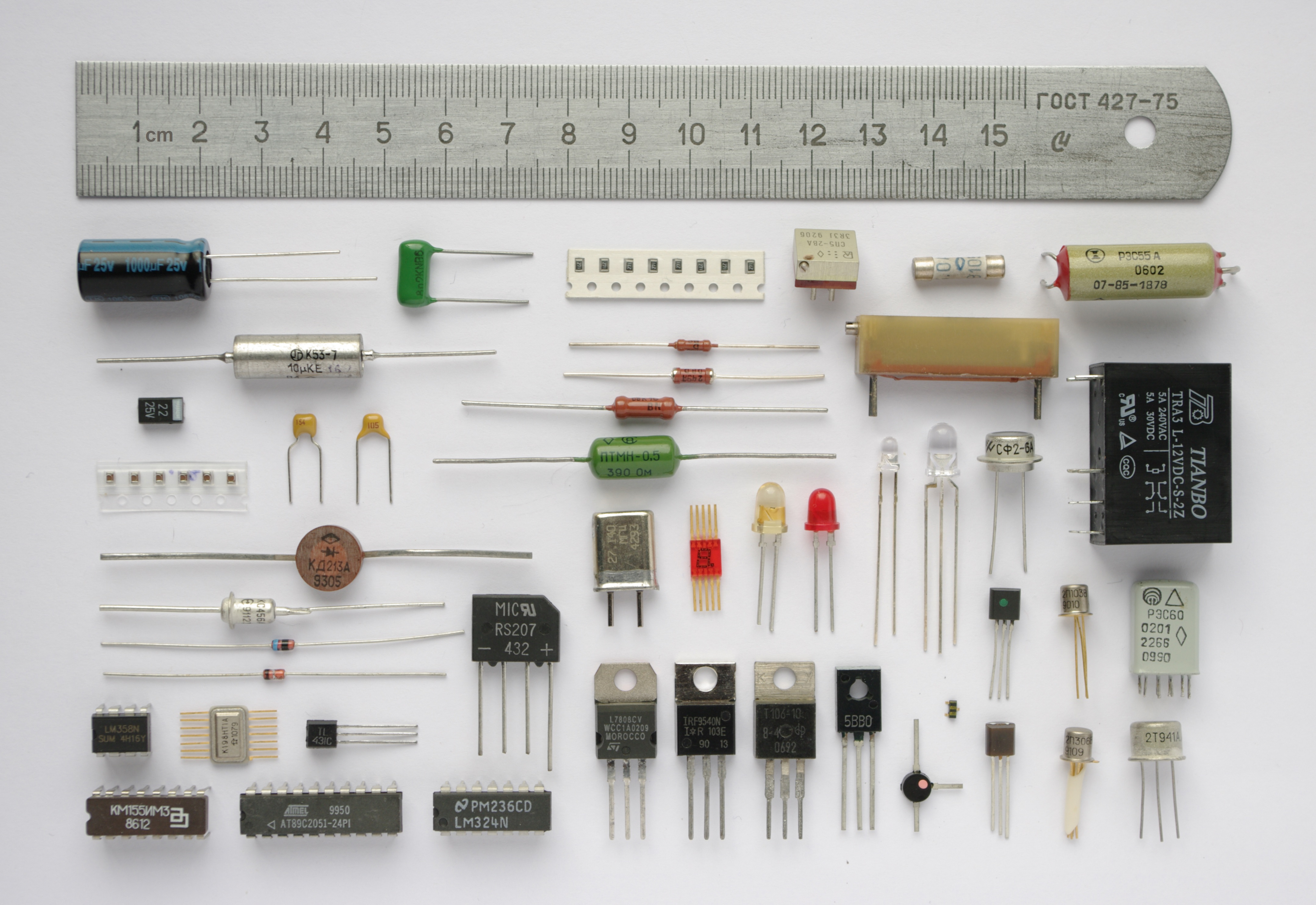
各種電路元件

電子元件（electronic component）又稱電子組件、電子部品、電子器件（electronic device）、電路元件（circuit element），是電子電路中的基本元素，通常是個別封裝，並具有兩個或以上的引線或金屬接點。電子元件須相互連接以構成一個具有特定功能的電子電路，例如：放大器、無線電接收機、振盪器等；而連接電子元件常見的方式之一是焊接到印刷電路板上。
電子元件也許是單獨的封裝，稱為離散元件（電阻器、電容器、電感器、晶體管、二極管等）；或是將多重電子元件與電路以集中且小型化的方式，製造在半導體晶圓表面上，形成各種不同複雜度的群組，稱為積體電路（運算放大器、排阻、邏輯閘等）。

## 元件分类
為了保持電子元件運作的穩定性，通常將它們以合成樹脂（Resin dispensing）包覆封裝，以提高絕緣與保護不受環境的影響。
元件也許是被動或主動的（passive or active）：
- 被動元件（Passive components）是一種電子元件，在使用時它們沒有任何的增益或方向性。[2]在电路分析（Network analysis）時，它們被稱為電力元件（Electrical elements）。
- 主動元件（Active components）是一種電子元件，相對於被動元件所沒有的，在使用時它們有增益或方向性。它們包括了半导体器件與真空管。

### 导线或電線
有連接口或終端在盡頭的電線
- 電源線（Power cord）
- 軟線（Patch cord）
- 示波器探棒（Test lead）

### 端子
- 端子（Terminal）复合词中简称“端”，或有时俗称“接头”，是电网络的出端或入端，也是电路元件、电路、电网与其他电路元件、电路、电网相互连接的点。

### 連接器
用於電路連接的裝置
- 電子連接器（Connector）
  - 訊號插座（Socket）
  - 端子台（Screw terminal, Terminal Blocks）
  - 訊號接頭（Header）
    - （Closed）

### 開關
能夠控制電路的開路或閉路的電子元件
- 開關（Switch） - 手動操作的開關
- Keypad（英语：Keypad） - 一群按鈕開關的集合（例如只能輸入數字的小鍵盤）
- 繼電器（Relay） - 電流操作的開關。它是一種電磁元件，有別於固態繼電器（Solid State Relay）。
  - 電磁開關
- 自動調溫器（Thermostat） - 溫度致動的開關
- 斷路器（Circuit Break） - 過電流致動的開關
- 限位開關（Limit Switch） - 機械式的啟動開關
- 水銀開關（Mercury Switch）
- 離心開關（Centrifugal Switch）
- 輕觸開關 (Tact Switch)
- 滑動開關 (Slide Switch)
- 指撥開關(DIP開關) (Dip Switch)
- 微動開關 (Micro Switch)
- 鍵盤開關 (Keyboard Switch)
- 撥動/翹板開關 (Toggle/Rocker Switch)
- 按鈕開關 (Push Switch)
- 檢測開關 (Detector Switch)

### 電阻
電阻類的電子元件
1. 參見下方「感測器」段落中的電阻，用於環境檢測
2. 參見下方「保護裝置」段落中的電阻，用於限制電流或電壓

- 電阻器（固定電阻）（Resistor）- 固定的電阻值
- 電阻網絡（Resistor Network）
- 微調器（英语：Trimmer (electronics)） - 小型可變電阻器
- 可變電阻 - 可變的電阻值
- 加熱器 - 電熱元件（Heating Element）
- 電熱線（Resistance Wire） - 高電阻材質的線，近似於加熱元件
- 光敏電阻（Photoresistor）- 光線強弱改變電阻值
- 熱敏電阻（Thermistor）- 溫度改變電阻值
- 壓敏電阻（Varistor）- 變壓電阻值

### 保護裝置
在過高的電壓或電流之中保護電路的被動元件
1. 雖然這些元件，在技術上屬於電線、電阻或真空管類，但根據它們的用途列於下方。
2. 主動元件，在半導體類中屬於執行保護功能，如下。

- 保險絲（Fuse）- 過電流保護，只能使用一次。
- 自恢復保險絲（PolySwitch, self-resetting fuse）- 過電流保護，可重設後重複使用
- 金屬氧化物壓敏電阻、突波吸收器（MOV）- 過電壓保護，這些是被動元件，不像是TVS
- 突波電流限制器（Inrush current limiter） - 避免突波電流（Inrush current）造成損壞
- 氣體放電管（Gas Discharge Tube）
- 斷路器（Circuit Breaker）- 過電流致動的開關
  - 積熱電驛（Thermal Relay）- 過電流致動的開關
- 接地漏电保护插座（GFCI）或RCD

### 電容
在電場存儲電荷的元件。
電容器在電路中用於過濾。
電容器通常會改變所通過的交流電壓，而不會改變恆定的直流電壓。
- 電容器（Capacitor） - 固定的電容量
- 電容電路（Capacitor network）
- 可變電容器（Variable capacitor）- 能夠改變的電容量
- 變容二極體（Varicap diode）- 能夠改變的電容量的二極體

### 電磁感應裝置
使用磁的電子元件
- 电感元件（Inductor）
- 可變電感器（Variable Inductor）
- 變壓器（Transformer）
- 電動機（Motor）／ 發電機（Generator）
- 螺線管（Solenoid）
- 揚聲器（Speaker）／ 麥克風（Microphone）

### 網路（Network）
使用多個或多種類型的被動元件組成的複合電路元件，英文稱為 network，但中文裡通常使用“电网络”（electrical network）来取代這種稱呼。
- 排阻或网络电阻
- 排容或网络电容
- 排电感

### 憶阻器（Memristor）
- 憶阻器

### 壓電裝置、晶体谐振器
使用壓電效應的被動元件
- 石英晶体谐振器（Crystal Oscillator）
- 压电电动机（Ultrasonic Motor）- 使用壓電效應的電動機
- 压电陶瓷片

### 電源
電力來源
- 电池（Battery）
- 燃料电池（Fuel cell）- 使用燃料進行化學反應產生電力的裝置
- 電源供應（Power supply）
- 太阳能电池（Photo voltaic device）
- 发电机（Electrical generator）

### 感測器
- 感測器（Sensor）
  - 揚聲器（Loudspeaker）
  - 加速度感測器（Accelerometer）
  - 超声波传感器
  - 红外接收二极管
  - 红外接收三极管
  - 霍尔传感器
- Thermal
  - 热电偶（Thermocouple），熱電堆（thermopile）
  - 热敏电阻（Thermistor）
  - 電阻溫度計（Resistance Temperature Detector、RTD）
  - 辐射热测量计（Bolometer）
- 磁場（Magnetic field）
- 濕度（Humidity）
  - 濕度計（Hygrometer）
  - 光敏电阻（Photo resistor）

### 固態電子元件，半导体

#### 二極體
這類的電子元件能夠控制電流方向是單向的。
- 二極體（Diode），整流器（Rectifier），橋式整流器（Bridge Rectifier）
- 肖特基二極體（Schottky Diode）
- 齊納二極體（Zener Diode）
- 發光二極體（Light Emitting Diode、LED）
  - 雷射二極體（LASER Diode）
- 光電二極體（Photodiode）
  - 太阳能电池（Solar cell）
  - 雪崩光電二極管（Avalanche Photodiode）
- 定電流二極體（英语：Constant-current diode）（Constant Current Diode, Current Regulative Diode（CRD），或Current Limiting Diode）:外觀如同二極體，也有單向導通特性，但內部構造實際上是FET所接成。
- 幾何二極體

#### 電晶體
- 双极性晶体管（Bipolar Junction Transistor、BJT）- NPN或PNP
  - 异质结双极性晶体管
  - 達靈頓電晶體（Darlington transistor）- NPN或PNP
- 場效電晶體（Field effect transistor、FET）
  - 结型场效应管（Junction Field Effect Transistor、JFET） - N-通道或 P-通道
  - 金氧半場效電晶體（Metal Oxide Semiconductor FET、MOSFET） - N-通道或 P-通道
  - 金属半导体场效应管（MESFET）
  - 高电子迁移率晶体管（HEMT）
- 晶閘管（Thyristor）
  - 單接合面電晶體（UJT, Unijunction transistor）
  - 可程式化單接合面電晶體（PUT, Programmable UniJunction Transistor）
  - 絕緣柵雙極晶體管（Insulated Gate Bipolar Transistor、IGBT）

#### 積體電路
- 數位積體電路（Digital circuit）
- 類比積體電路（Analog circuit）
  - 霍爾效應感測器（Hall effect sensor）

#### 混合式電路（英语：Hybrid circuit）
- 光電工程（Optoelectronics）
  - 光電耦合元件（Opto-isolator|Opto-Isolator, Opto-Coupler, Photo-Coupler）
  - 發光二極體顯示器（LED Display）- 七段顯示器（Seven-segment display）, 十六段顯示器（Sixteen-segment display）, 點陣式顯示器（Dot-matrix display）

### 顯示科技
現在:
- 白熾燈（Filament lamp）
- 真空荧光显示器（Vacuum fluorescent display、VFD，preformed characters, 七段顯示器, starburst）
- 陰極射線管（Cathode ray tube、CRT）（dot matrix scan （eg CRT顯示器）, radial scan （eg 雷達）, arbitrary scan （eg 示波器））（單色& 彩色）
- 霓虹燈（Neon lamp）- 使用氖（Neon）
- 電漿顯示器（Plasma display）

過時:
- 数码管（Nixie Tube）
- 幻眼管（Magic eye tube）

### 真空管
運作在真空中的主動元件
- 二极真空管（Diode）
- 三极真空管（Triode）
- 四极真空管（Tetrode）
- 五极真空管（Pentode）
- 六极管（Hexode）
- 五栅变频管（Pentagrid Converter）
- 八极管（Octode）
- Barretter
- 小型抗震管（Nuvistor）
- 小型电子管（Compactron）

微波（Microwave）
- 速電管
- 磁電管

光学（Optical）
- 光電二極體（Photodiode）
- 阴极射线管（Cathode ray tube、CRT）
- 真空荧光显示器（Vacuum fluorescent display、VFD）
- 光电倍增管（Photomultiplier）
- X射線管（X-ray tube）

### 組件、模組
多個電子元件被組裝在一起，作為一個元件
- 振荡器
- 显示设备
  - 液晶显示器（LCD）
  - 頭戴式顯示器
- 电子滤波器（Filter）
- 天线（Antennas）
  - 偶极天线（Dipole antenna）
  - 双锥形天线（Biconical antenna）
  - 八木天线（Yagi antenna）
  - 相控阵天线（Phased array）
  - 磁偶极天线（Magnetic dipole）
  - 抛物面反射器（Parabolic dish）
  - 喇叭天线（Feedhorn）

### 原型设计工具
- 绕接（板）（Wire-wrap）
- 麵包板（Breadboard）

### 機械配件
- 散热片（Heat sink）
- 电风扇（Fan）

### 其他
- 印刷电路板（英語：Printed circuit board、缩写：PCB）

## 標準縮寫
元件名稱的縮寫廣泛被應用於工業：
- AE, ANT:天线（antenna）
- B:電池（battery）
- BR:橋式整流器（bridge rectifier）
- C:電容器（capacitor）
- CRT:陰極射線管（cathode ray tube）
- D或CR:二极管（diode）
- DSP:数字信号处理器（digital signal processor）
- F:保险丝（fuse）
- FET:場效電晶體（field effect transistor）
- GDT:气体放电管（gas discharge tube）
- IC:積體電路（integrated circuit）
- J:跳线或跳接點（jumper）
- JFET:结型场效应管（junction gate field-effect transistor）
- L:電感（inductor）
- LCD:液晶显示器（liquid crystal display）
- LDR:光敏电阻（light dependent resistor）
- LED:發光二極管（light emitting diode）
- LS:揚聲器（(loud) speaker）
- M:電動機、馬達（motor），電表（meter）
- MCB:斷路器（miniature circuit breaker）
- Mic:麥克風（microphone）
- MOSFET:金氧半場效電晶體（metal oxide semiconductor field effect transistor）
- Ne:霓虹燈、氖燈（neon lamp）
- OP, OPA:運算放大器（operational amplifier）
- PCB:印刷電路板（printed circuit board）
- Q:電晶體（transistor）
- R:電阻器（resistor）
- RLA: RY:继电器（relay）
- SCR:可控硅（silicon controlled rectifier）
- SW:開關（switch）
- T:變壓器（transformer）
- TFT:薄膜晶体管（thin film transistor (display)）
- TH:热敏电阻（thermistor）
- TP:测试点（test point）
- Tr:三极管（transistor）
- U:集成电路（integrated circuit）
- V:真空管（valve (tube)）
- VC:可变电容器（variable capacitor）
- VFD:真空荧光显示器（vacuum fluorescent display）
- VLSI:超大规模集成电路（very large scale integration）
- VR:可變電阻（variable resistor）
- X:晶体振荡器，陶瓷谐振器（crystal, ceramic resonator）
- XMER:变压器（transformer）
- XTAL:晶体振荡器（crystal）
- Z或ZD:積納二極體（Zener diode）